# Втрати 9-ї окремої мотострілецької бригади (РФ, Донбас)
У статті наведено подробиці втрат 9-ї окремої мотострілецької бригади (раніше 9-й окремий полк морської піхоти), збройного формування 1-го армійського корпусу окупаційних військ РФ на Донбасі.

## Війна на Донбасі
| п/п | Прізвище, ім'я, по батькові                | Посада, звання                                                           | Місце смерті | Дата народження | Дата смерті |
| --- | ------------------------------------------ | ------------------------------------------------------------------------ | ------------ | --------------- | ----------- |
| 1.  | Коваленко Володимир Михайлович             |                                                                          |              | 31.05.1975      | 25.11.2014  |
| 2.  | Петрів Євген Ярославович                   |                                                                          | Маріуполь    | 29.12.1976      | 27.12.2014  |
| 3.  | Андрєєв Олександр Олександрович            |                                                                          | Широкине     | 19.06.1966      | 19.01.2015  |
| 4.  | Ковалюк Артем Олександрович                |                                                                          | Широкине     | 02.09.1984      | 19.01.2015  |
| 5.  | Левашев Юрій Віталійович                   | старший лейтенант                                                        | Широкине     | 25.12.1983      | 23.01.2015  |
| 6.  | Бичков Євген Валерійович                   | лейтенант, заступник командира 2 батальйону по роботі з особовим складом | Вуглегірськ  | 20.04.1983      | 31.01.2015  |
| 7.  | Кисиневський Сергій Володимирович          |                                                                          | Вуглегірськ  | 03.01.1976      | 31.01.2015  |
| 8.  | Кравченко Олександр Володимирович («Грім») |                                                                          |              |                 | 31.01.2015  |
| 9.  | Левченко Іван Сергійович («Скал»)          |                                                                          | Вуглегірськ  | 04.06.1996      | 31.01.2015  |
| 10. | Скитський Ігор Петрович («Скит»)           |                                                                          | Вуглегірськ  | 30.04.1961      | 31.01.2015  |
| 11. | Хочай Марина Вікторівна («Марік»)          | медсестра                                                                | Вуглегірськ  | 05.08.1970      | 31.01.2015  |
| 12. | Бутивченко Сергій Олександрович («Хромий») | сержант, командир мінометного розрахунку                                 | Саханка      | 25.04.1976      | 04.02.2015  |
| 13. | Гужвенко Олексій Ігорович                  |                                                                          | Саханка      | 18.06.1983      | 04.02.2015  |
| 14. | Лисиця Олександр Леонідович                |                                                                          | Саханка      | 04.07.1977      | 04.02.2015  |
| 15. | Мельников Михайло Володимирович («Міша»)   |                                                                          | Саханка      | 09.03.1985      | 04.02.2015  |
| 16. | Власов Олексій Григорович («Чижик»)        |                                                                          | Дебальцеве   | 28.09.1977      | 07.02.2015  |
| 17. | Шкільний Олександр Анатолійович («Школа»)  |                                                                          | Вуглегірськ  | 15.04.1960      | 10.02.2015  |
| 18. | Лепей Степан Борисович                     |                                                                          | Вуглегірськ  | 07.07.1986      | 13.02.2015  |
| 19. | Обмачевський Сергій Васильович («Лісник»)  |                                                                          | Широкине     | 11.09.1965      | 14.02.2015  |
| 20. | Ширін Віталій Вікторович («Монгол»)        |                                                                          | Широкине     | 12.02.1967      | 14.02.2015  |
| 21. | Харченко Андрій Миколайович («Морзе»)      |                                                                          | Широкине     | 02.06.1980      | 15.02.2015  |
| 22. | Воробйов Сергій Олександрович («Горобець») |                                                                          | Широкине     | 29.06.1977      | 15.02.2015  |
| 23. | Медведєв Володимир Олексович («Міша»)      | старший лейтенант                                                        | Широкине     | 03.06.1965      | 22.02.2015  |
| 24. | Мосін Микола Миколайович («Мося»)          |                                                                          | Широкине     | 11.03.1969      | 23.02.2015  |
| 25. | Черненко Олексій Миколайович («Сєвєр»)     |                                                                          | Широкине     | 14.06.1985      | 23.02.2015  |
| 26. | Воропаєв Роман Юрійович («Гросс»)          |                                                                          | Широкине     | 18.04.1983      | 26.02.2015  |
| 27. | Шевцов Андрій Миколайович («Крим»)         |                                                                          |              | 29.03.1983      | 11.03.2015  |
| 28. | Бучурін Олег Васильович («Булка»)          |                                                                          |              | 19.03.1991      | 15.03.2015  |
| 29. | Тюря Сергій Григорович                     |                                                                          | Заїченко     | 28.12.1968      | 15.03.2015  |
| 30. | Нечипоренко Руслан Борисович («Горобець»)  |                                                                          | Широкине     | 01.05.1969      | 16.03.2015  |

## Вторгнення РФ в Україну (2022)
| п/п | Прізвище, ім'я, по батькові          | Посада, звання                                                      | Місце смерті             | Дата народження | Дата смерті |
| --- | ------------------------------------ | ------------------------------------------------------------------- | ------------------------ | --------------- | ----------- |
| 1.  | Коновалов Валерій Вікторович («Дід») |                                                                     | м. Маріуполь             | 18.07.1963      | 09.03.2022  |
| 2.  | Гордієнко Тарас Іванович             | лейтенант, командир 1-го розвідувального взводу розвідувальної роти | під Докучаєвськом        | 04.07.1972      | 14.03.2022  |
| 3.  | Нелюбін Іван Олександрович           | стрілець-навідник БМП                                               | м. Маріуполь             | 12.10.1997      | 16.03.2022  |
| 4.  | Аманов Сакен Бекадилович             | старший лейтенант, командир 1-ї танкової роти танкового батальйону  | м. Маріуполь             | 02.08.1974      | 10.04.2022  |
| 5.  | Соломін Микита Олександрович         | гранатометник                                                       | поблизу м. Попасна       | 21.11.1989      | 15.04.2022  |
| 6.  | Приєшкін Дмитро Вікторович           |                                                                     | Миколаївська область     | 21.01.1975      | 02.08.2022  |
| 7.  | Голишкін Євген Олександрович         |                                                                     | м. Донецьк               | 08.11.1983      | 01.09.2022  |
| 8.  | Мінаєв Роман Петрович («Гном»)       |                                                                     | поблизу м. Красногорівка | 06.01.1976      | 12.09.2022  |
| 9.  | Белоборода Костянтин Дмитрович       | рядовий                                                             | Кам'янка                 | 01.01.1975      | 23.11.2022  |
| 10. | Гольцев Олександр Олександрович      | ???, командир 1-го штурмового взводу 5-ї роти                       |                          | 07.03.1987      | 21.01.2023  |
| 11. | Флигинських Владислав Федорович      | прапорщик                                                           | Первомайське             | 13.01.1994      | 14.10.2023  |